# 鲍德温规则
Baldwin规则，或称Baldwin闭环规则、Baldwin关环规则（英語：Baldwin's rules），是有机化学中脂环族化合物关环反应可行性的参考规则，由1976年杰克·鲍德温（Jack Baldwin）在瑞士化学家阿·埃申莫瑟（A. Eschenmoser）的实验基础上总结提出。 
首先以关环反应的性质作为描述：
- 环中的原子个数（元数），一般为3-8；
- 以exo和endo表示闭环时断键的位置，环内对应endo，环外对应exo；
- 以tet、trig和dig表示反应中亲电碳的杂化状态，tet（tetragonal）对应sp3杂化，trig（trigonal）对应sp2杂化，而dig（digonal）对应sp杂化。

比如，下图中右边的反应便可称为5-exo-trig。虽然左边的5-endo-trig反应看上去更合理，但Baldwin规则中该反应却是禁阻的：
Baldwin发现，由于不同类型反应的分子轨道重叠不同，因而特定组合的闭环反应具有相应的禁阻和允许性质，一般的规律见右表：
需要注意的是，Baldwin规则只是一般的规律，含正离子和非第二周期元素的反应通常不符合的Baldwin规则。

## 实例
下面的反应中，七元环通过5-exo-dig的加成／克莱森重排串联反应得以构建：
金化合物催化下，下列反应物发生6-endo-dig的累积二烯与炔烃1,2-加成／Nazarov环化反应，以61%的产率制得目标分子：

## 适用范围
该成环规则在应用中有着大量的反例。
一般而言，在中性、碱性条件下的不包含第三周期及更高周期元素的情况下规则成立。在酸性条件下，以及涉及正离子或硫、磷等大原子的条件下该规则失效。比如有机合成上常用于醛酮羰基保护的乙二醇缩酮生成机理中关环一步涉及羟基对氧鎓正离子的5-trig-endo的反应，该反应之所以违背Baldwin，全在于此系酸介导的正离子反应。